# 철권: 블러드 벤전스
《철권: 블러드 벤전스》(鉄拳 ブラッド・ベンジェンス 텟켄 브랏도 벤젠스[*], TEKKEN BLOOD VENGEANCE‏)는 철권 시리즈의 3DCG 애니메이션 영화 작품이다.

## 개요
2011년 5월에 두바이 이벤트에서 본작이 발표됐다. 일본에서는 2011년 9월 3일에 전국 16도도부현 21관에서 공개됐다. 일본에 앞서서 전미에서는 7월 26일에 380 스크린으로 프리미엄 상영됐다. 본작과 게임 2가지를 한 장의 블루레이에 수록한 제품판 《철권 하이브리드》가 2011년 12월 1일에 발매됐다. DVD판은 같은 해 12월 22일에, 그리고 2012년 2월 16일에는 본작을 수록한 닌텐도 3DS용 소프트웨어 《철권 3D 프라임 에디션》이 출시됐다.

## 줄거리
카자마 진이 이끄는 미시마 재벌과 진의 친부인 미시마 카즈야가 이끄는 G사의 두 조직은 키미야 신이라고 불리는 남학생을 찾고 있었다. 카즈야의 오른팔인 안나 윌리엄스는 진의 신변을 조사해야 하며, 미시마 고등학교에 다니는 여학생 링 샤오유를 스파이로 해서, 그녀에게 신이 다니는 쿄코쿠 고등학교로 전학을 하게 되는 명령을 받는다. 처음에는 이 요청을 거절한 샤오유였지만, 진도 신을 탐색하고 있는 것을 알게 되며, 신을 조사하는 것으로 진과 접촉할 수도 있겠다는 생각을 하여 이 요청을 수록했다. 한편, 진의 오른팔이며, 안나의 친언니이기도 하는 니나 윌리엄스는 휴머노이드 로봇 알리사 보스코노비치를 G사와 같은 목적으로 쿄코쿠 고등학교로 보내졌다.
이러해서 쿄코쿠 고등학교로 전학해서, 신을 차고 있던 샤오유는 알리사와 만난다. 그녀가 적의 조직으로부터 보낸 스파이라는 것은 알지도 못하고 샤오유는 알리사와 우정을 쌓는다. 하지만, 표적인 신이 누군가에게 유괴됐다는 것을 알게 된 도중, 알리사는 갑자기 샤오유를 공격한다. 두 사람은 어쩔 수 없이 싸우게 되지만, 그 한 가운데 갑자기 안나와 G사의 부대가 모습을 나타나며, 알리사를 파괴하려고 한다. 하지만, 샤오유는 알리사를 도우며, 안나를 향해서 G사와의 결별을 선언한다. 그 모습을 보고 알리사도 미시마 재벌로의 명령을 무시하며 샤오유와 행동을 함께 하는 것으로 결정한다. 이렇게 해서 두 사람은 쫓기는 신세가 되지만 우연이 지나가던 담임교사 리 차오랑의 집을 은신처로 빌리는 것으로 간신히 추격으로부터 도망치는 것에 성공한다.
샤오유와 알리사는 독자적인 조사 끝에 무타레 실험이라는 불사신의 세포, ‘M 세포’를 만들어 내는 실험이 전 미시마 고등학교 학생이였던 카미야 신과 그 학급친구를 실험대로 행하고 있었던 것, 그리고 그 불사신의 힘을 얻기 위해서, 미시마 재벌과 G사가 유일한 생존자인 실험체, 카미야 신을 노리고 있다는 사실을 발견한다. 거기에 그 실험은 미시마 고등학교 교장 시절의 미시마 헤이하치에 의해서 행해진 것을 알게 됐다.
샤오유와 알리사는 신이 교토 성에 잡혀있는 것을 알게 되고 급행한다. 도착하자, 신이 도쿄 성에 있는 것을 알아낸 진과 카즈야도 그 곳에 모습을 나타낸다. 하지만 그 곳에 기다리고 있던 것은 신뿐이 아니라, 미시마 헤이하치도 있었다. 신을 유괴한 것은 헤이하치였다. 다만, 신은 자신의 몸을 엉망으로 만든 헤이하치에게 복수하기 위해서 일부러 헤이하치의 부하가 되는 것으로 이 곳을 만들어낸 것이라고 한다. 그 직후에는 헤이하치를 공격하지만, 힘이 달려서 원수를 갚으려다가 도리어 당해버린다. 그리고 신은 진에게 뒤를 부탁하고 조용히 숨을 거두었다. 그 후에 미시마 가(家) 3대의 남자들에 의한 장렬한 전투가 시작된다. 최종적으로 진이 우승을 하게 되며, 데빌화된 카즈야를 자신도 데빌화하며 쓰러뜨린다. 다만, 헤이하치는 교토 성의 지하에 잠든 정령 ‘모쿠진’의 힘을 자신의 것으로 해서 다시 진에게 싸움을 건다. 압도적인 파워로 진을 바짝 뒤쫓지만, 마지막 힘을 쥐어짠 알리사의 엄호 사격을 받고 기가 꺾인 곳을 데빌 진의 레이저를 맞고 드디어 패배한다. 그리고 진은 샤오유에게 “다음은 네가 나를 쓰러뜨리러 올 날을 기다리고 있겠다.”라고 알리며 날아가버렸다.
어느 정도의 세월이 흐른 후에 샤오유와 알리사는 일상의 학교 생활에 돌아왔다. 그리고, 전세계를 유원지로 하는 것으로 세계 평화를 실현하기 위해서, 두 사람이 The King of Iron Fist Tournament 6에 참가하는 것을 결의하게 됐다.

## 등장인물
링 샤오유 (중국어 간체: 凌晓雨) 
성우 - 사카모토 마아야
본작의 주인공. 미시마 고등학교에 다니는 소녀이며 2학년 B반이다. G사로부터 카미야 신의 신변조사에는 적임의 인물로 보이며, 쿄코쿠 고등학교로 전학을 명령을 받는다.
알리사 보스코노비치 (러시아어: Алиса Босконович) 
성우 - 마츠오카 유키
본작의 또 다른 주인공. 카미야 신에게 마음을 두는 쿄코쿠의 학생. 하지만, 그 정체는 진의 명령에 따르며, 러시아의 보스코노비치 연구소에서 만들어진 전투용 로봇.
카미야 신 (일본어: 神谷真) 
성우 - 미야노 마모루
세계 첫 만능세포 ‘M 세포’를 가지고 있는 쿄코쿠 고등학교의 남학생. 전 미시마 고등학교 학생이며, 진과는 부활동에서 함께 땀을 흘린 친구였다.
미시마 카즈야 (일본어: 三島一八) 
성우 - 시노바라 마사노리
세계적 복합 기업체 G코퍼레이션 그림자의 지배자. 세계 첫 만능 세포인 'M 세포'를 입수해야 하며, 그 열쇠를 쥔 카미야 신이 다니는 쿄코쿠 고등학교에 오른팔인 안나를 통해서 샤오유를 보낸다.
카자마 진 (일본어: 風間仁) 
성우 - 치바 잇신
친부인 미시마 카즈야가 이끄는 G사와 싸움이 계속되는 미시마 재벌의 젊은 우두머리. 'M 세포'의 열쇠를 진 카미야 신이 교토에 있다는 정보를 쥐고 오른팔인 니나를 통해서 알리사를 교토로 보낸다.
니나 윌리엄스 (영어: Nina Williams) 
성우 - 타나카 아츠코
미시마 재벌의 간부. 카자마 진의 오른팔. 미시마 재벌의 우두머리 카자마 진으로부터 직접 스카우트됐으며 우두머리 전속의 에이전트로 암약한다. 안나의 친언니이기도 하다.
안나 윌리엄스 (영어: Anna Williams) 
성우 - 와타나베 아케노
G 코퍼레이션 간부. 미시마 카즈야의 오른팔. 언니인 니나가 미시마 재벌의 진에게 스카우트된 것을 알고 적대세력의 G사 탑 미시마 카즈야 전속의 에이전트로 스스로 지원했다.
팬더 (영어: Panda) 
성우 - 타케토라
샤오위의 애완동물 겸 보디가드이며 친구이기도 하지만 오히려 모친과 같은 목선으로 엉뚱하기만 한 샤오유에게 간담이 서늘해하고 있다.
리 차오랑 (중국어 간체: 李超狼) 
성우 - 오키아유 료타로
쿄코쿠 고등학교의 교사이며, 샤오위와 알리사의 담임. 담당과목은 역사이다. 최근 교토에서 발견된 지모신을 모시는 고분을 연구하고 있다.
간류 (일본어: 巌竜) 
성우 - 우가키 히데나리
미시마 고등학교의 체육교사이며, 샤오위의 담임이였다. 학원의 체육 수업에서의 사요유의 거듭되는 파괴행위로 골머리를 앓고 있다.
미시마 헤이하치 (일본어: 三島平八) 
성우 - 이시즈카 운쇼
전 미시마 재벌 우두머리로 전 미시마 고등학교 교장. 현재 미시마 재벌 당수 카자마 진의 조부이며, G사 탑 미시마 카즈야의 친부이다.
모쿠진 (일본어: 木人) 
성우 - 네모토 케이코
도쿄 성 지하의 고분에 잠든 대지의 정령.

## 같이 보기
- 비디오 게임을 원작으로 한 영화 목록